# Fântânele (okręg Vaslui)
Fântânele – wieś w Rumunii, w okręgu Vaslui, w gminie Puiești. W 2011 roku liczyła 136 mieszkańców.